# ピタ (植物)
ピタ (pita) は、スペイン語・ポルトガル語（もとケチュア語）で、繊維の採れる植物の総称。リュウゼツラン科リュウゼツラン属のアオノリュウゼツランや同科ユッカ属のイトラン、野生のパイナップルの1種 Ananas magdalenae などをさす。
また、これらの植物から採れる繊維をピタ麻もしくはアロー繊維とよぶ。綱や細工などに用いる。